# Лајмстоун (Мејн)
Лајмстоун (енгл. Limestone) насељено је место без административног статуса у америчкој савезној држави Мејн.

## Демографија
По попису из 2010. године број становника је 1.075, што је 378 (-26,0%) становника мање него 2000. године.
| Група             | 2000.         | 2010.         |
| Белци             | 1.239 (85,3%) | 1.012 (94,1%) |
| Афроамериканци    | 88 (6,1%)     | 15 (1,4%)     |
| Азијати           | 27 (1,9%)     | 14 (1,3%)     |
| Хиспаноамериканци | 69 (4,7%)     | 17 (1,6%)     |
| Укупно            | 1.453         | 1.075         |